# 米科拉伊夫卡 (新瓦西里夫卡市鎮)
46°52′16″N 36°2′55″E / 46.87111°N 36.04861°E
米科拉伊夫卡（烏克蘭語：Миколаївка）是位於烏克蘭東南部的村莊，由扎波羅熱州梅利托波爾區的新瓦西里夫卡市鎮負責管轄。該村距離彼得里夫卡2公里，始建於1862年，面積2.16平方公里，海拔高度49米，2001年人口612。